# ...E intorno a lui fu morte
...E intorno a lui fu morte (Pagò cara la muerte) è un film del 1969 diretto da León Klimovsky. 

## Trama
Martín Rojas, contadino messicano sfrattato dalla sua terra diventa un fuorilegge, e alla fine viene arrestato e messo in prigione. Nel frattempo, il suo figlioletto è stato dato ad una famiglia benestante, e lui decide di andare a riprendersi sia suo figlio che il suo bottino nascosto: $ 200.000 da una rapina in banca.